# Gruppen nye venstre (franske nationalforsamling)
Le groupe socialiste (SOC) (dansk: Den socialistiske gruppe) officielt navn: groupe socialistes et apparentés, membre de l'intergroupe NUPES er en parlamentarisk gruppe i den franske Nationalforsamling, der blandt andet omfatter de deputerede fra Socialistpartiet (PS).
I 2017-2022 var gruppens navn: 
Groupe Nouvelle Gauche (NG) (dansk: Det nye venstres gruppe). 

## Gruppens sammensætning i 2017
Efter det franske parlamentsvalg i 2017 havde gruppen 31 medlemmer. De 30 kom fra Socialistpartiet (PS), og et medlem kom fra et økologisk parti.

## Gruppens sammensætning i 2022
Efter det franske parlamentsvalg i 2022 havde gruppen 31 medlemmer, heraf kom de 2 fra Guadeloupe, mens 1 medlem kom fra Martinique, og 1 medlem kom fra Réunion. Desuden var der 1 medlem fra det uafhængige venstre. Resten repræsenterede det franske socialistparti. 

## Gruppens historie
Gruppen har rødder tilbage til 1958. Gruppen har altid bestået af Socialistpartiet (PS) og dets nærmeste allierede. Indtil 2017 og igen fra 2022 er socialist en del af gruppens navn.
I perioder har gruppen været Nationalforsamlingens største eller næststørste gruppe, og gruppen har flere mange været præsidentens og regeringens parlamentariske basis (senest i 2012–2017).
Ved valgene i 2017 led Socialistpartiet og dets allierede alvorlige nederlag. Socialistpartiet gik kraftigt tilbage, og flere af dets allierede partier mistede alle deres pladser i Nationalforsamlingen.
Den 27. juni 2017 skiftede gruppen navn til Gruppen nye venstre.

## Gruppens navne
- 1958 – 67, 1969 – 73 og 1978 – 2007: Socialisterne (Socialiste (SOC))
- 1967 – 69: Sammenslutningen af demokratiske venstre og socialisterne (Fédération de la gauche démocrate et socialiste (FGDS))
- 1973 – 78: Socialistpartiet og Radikale Venstre (Parti socialiste et des Radicaux de gauche (PSRG))
- 2007: Gruppen af socialister, radikale og borgere (Groupe socialiste, radical et citoyen)
- 2007 – 12: Socialister, radikale, borgere og venstre (socialiste, radical, citoyen et divers gauche (SRC))
- 2012 – 16: Socialister, republikanere og borgere (Socialiste, républicain et citoyen (SRC))
- 2016 – 17: Socialister, økologer og republikanere (Socialiste, écologiste et républicain (SER))
- 2017 – 22: Gruppen Nye venstre (Nouvelle Gauche (NG))
- 2022 - nu: Gruppen socialister og tilknyttede, medlemmer af intergruppen NUPES (groupe socialistes et apparentés, membre de l'intergroupe NUPES) (SOC)